# Оссио (Миннесота)
Оссио (англ. Osseo) — город в округе Хеннепин, штат Миннесота, США. На площади 2 км² (2 км² — суша, водоёмов нет), согласно переписи 2000 года, проживают 2434 человека. Плотность населения составляет 1227,7 чел./км².
- Телефонный код города — 763
- Почтовый индекс — 55311, 55369
- FIPS-код города — 27-49012[1]
- GNIS-идентификатор — 0649024[2]